# 오카사와 구와시
오카사와 구와시(일본어: 岡沢精, 1844년(고카 1년) 음력 7월 7일 ~ 1908년(메이지 41년) 12월 12일)는 막말의 조슈번사이자 일본 제국의 육군 군인, 화족이다. 육군대장을 역임하였고 정2위 훈1등 공3급의 자작이다.

## 생애
조슈번사 오카사와 진나이(岡沢甚内)의 아들로 에도의 조슈번저에서 태어났다. 오무라 마스지로 아래에서 공부한 후에 존왕양이 운동에 가담하였고, 남국대(南国隊)를 조직하여 보신 전쟁에도 종군하였다.
메이지 유신 이후에 육군에 들어가 1870년(메이지 3년) 10월에 오사카 제2교도대로 입영하였다. 1871년(메이지 4년) 2월에 4등 군조(軍曹), 4월에 어친병 대대장(御親兵大隊長), 6월에는 육군 준중위(陸軍准中尉)가 되었고, 같은 해에 중위, 대위, 소좌로 진급하였다. 어친병 5번 대대장을 거쳐 1873년(메이지 6년) 2월에 근위보병 제1연대 대대장, 세이난 전쟁에서는 별동 제1여단 참모장으로 출정하였다. 1878년(메이지 11년) 12월에 도쿄진대참모장 겸 위수사령관(東京鎮台参謀長兼衛戍司令官), 1880년(메이지 13년) 4월에 육군대좌에 승진하였다. 그 후에 서부감군부 참모(西部監軍部参謀), 근위참모장, 겸참모본부 관서국장(兼参謀本部管西局長)을 역임하였다. 1885년(메이지 18년) 5월에 육군소장으로 진급되어 보병 제8여단장이 되었으며 육군차관 겸 군무국장으로 취임하였다.
일시 휴직을 하였다가 1892년(메이지 25년) 11월에 장교학교감(将校学校監), 1893년(메이지 26년) 11월에 감군부 참모장, 청일 전쟁에서는 대본영 군사내국장 겸 시종무관(大本営軍事内局長兼侍従武官)을 역임하였다. 1895년(메이지 28년) 1월에 육군중장으로 진급되어 같은 해 8월에 남작의 작위를 수여받은 후에 1896년(메이지 29년) 4월에 시종무관장으로 취임하였다. 1904년(메이지 37년) 6월에 육군대장과 의정관, 1906년(메이지 39년)에 공이급 금치훈장을 수여받았으며, 1907년(메이지 40년) 9월에 자작으로 승작되고, 1908년(메이지 41년)에는 훈일등 욱일동화대수장을 수여받았다.
1908년 12월에 사망하였고, 묘소는 도쿄도 미나토구 미나미아오야마(南青山)의 아오야마 영원(青山霊園)에 있다.

## 영전
- 1895년 (메이지 28년) 8월 20일 - 남작, 훈1등 서보장[1]
- 1895년 (메이지 28년) 11월 18일 - 메이지 이십칠팔년 종군기장[2]
- 1902년 (메이지 35년) 12월 3일 - 욱일대수장[3]
- 1906년 (메이지 39년) 4월 1일 - 공2급 금치훈장[4]
- 1906년 (메이지 39년) 4월 1일 - 메이지 삼십칠팔년 종군기장[4]

## 참고 문헌
- 岡沢祐吉『明治天皇の初代侍従武官長 - 事君十余년 , 脛骨為に曲がる』新人物往来社, 1999년